# Хрудим (мини-футбольный клуб)
МФК «Хрудим» (чеш. FK Chrudim) — чешский мини-футбольный клуб из Хрудима. Основан в 1991 году, является самым успешным мини-футбольным клубом Чехии последних лет.

## История
В 2000 году спонсором клуба стала фирма «Эра-Пак» (чеш. ERA-PACK s.r.o.), в связи с чем клуб был переименован в «Эра-Пак Хрудим» (чеш. FK ERA-PACK Chrudim). С этого момента началась наиболее успешная эра в истории клуба.
Впервые «Эра-Пак» стал чемпионом в 2004 году. Стабильные победы в чешском чемпионате сделали его одним из самых постоянных участников Кубка УЕФА по мини-футболу. Трижды футболисты «Эра-Пака» достигали Элитного раунда. В сезоне 2007/08 они были близки и к тому, чтобы стать участниками Финала Четырёх, однако уступили в решающем матче казахстанскому «Кайрату» со счётом 4:5, а в сезонах 2008/09 и 2009/10 чехи занимали третье место в своей группе.

## Достижения клуба
- Чемпион Чехии по мини-футболу (16 раз): 2003/04, 2004/05, 2006/07, 2007/08, 2008/09, 2009/10, 2010/11, 2011/12, 2012/13, 2013/14, 2014/15, 2015/16, 2016/17, 2017/18, 2021/22, 2024/25
- Обладатель Кубка Чехии по мини-футболу (13 раз): 2005, 2008, 2009, 2010, 2011, 2012, 2013, 2015, 2016, 2017, 2018, 2021, 2022